# Calliotrochus marmoreus
Calliotrochus marmoreus là một loài ốc biển, là động vật thân mềm chân bụng sống ở biển thuộc họ Trochidae, họ ốc đụn.